# Rakkestad
Rakkestad est une kommune de Norvège. Elle est située dans le comté d'Østfold.

## Personnalités
- Bent Skammelsrud, footballeur norvégien